# لواء الجليل
كان لواء الجليل أحد ألوية فلسطين الستة خلال فترة الانتداب البريطاني. يتكون هذا اللواء من خمسة أقضية:
- قضاء صفد
- قضاء عكا
- قضاء طبريا
- قضاء الناصرة
- قضاء بيسان